# Malchow

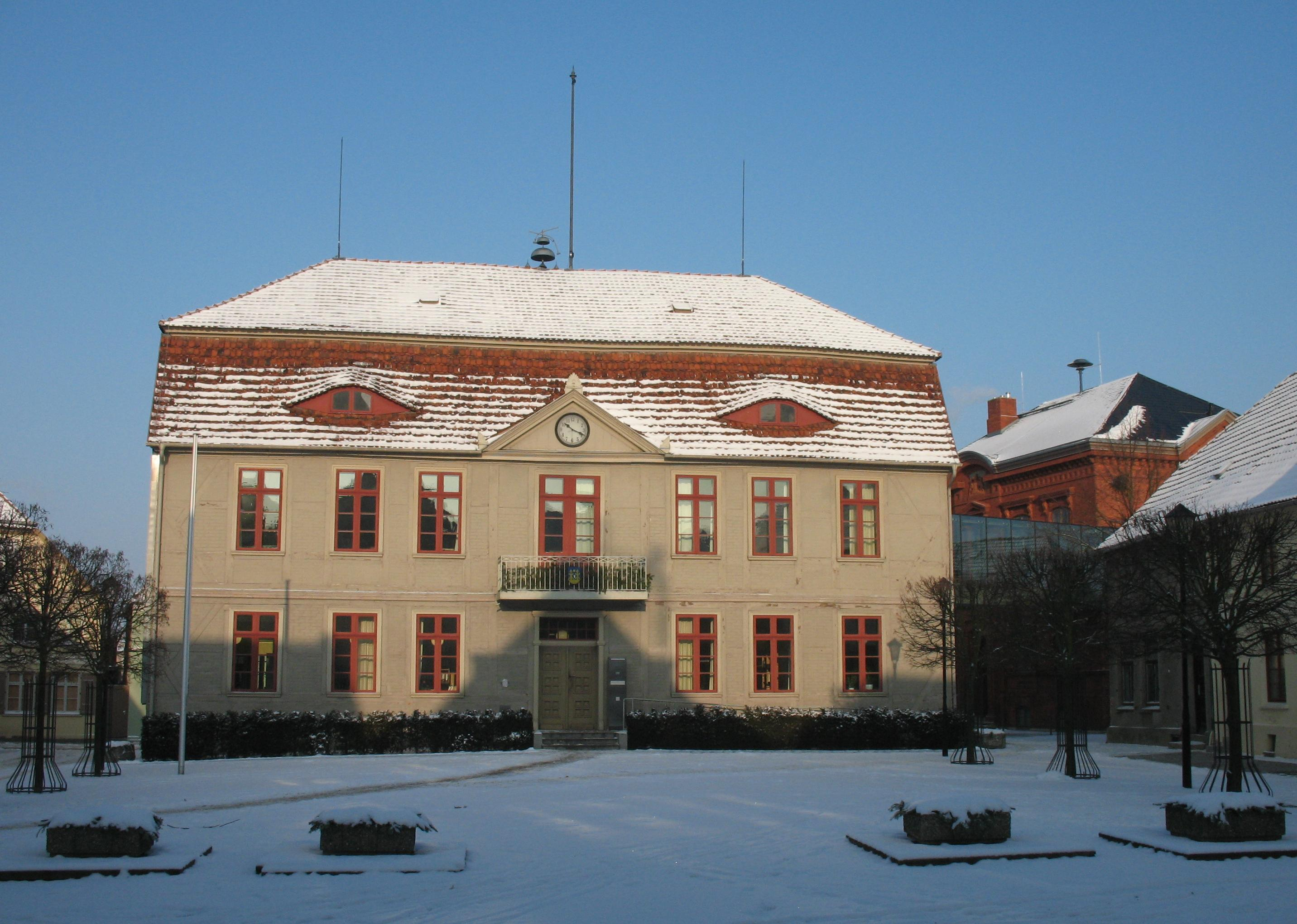

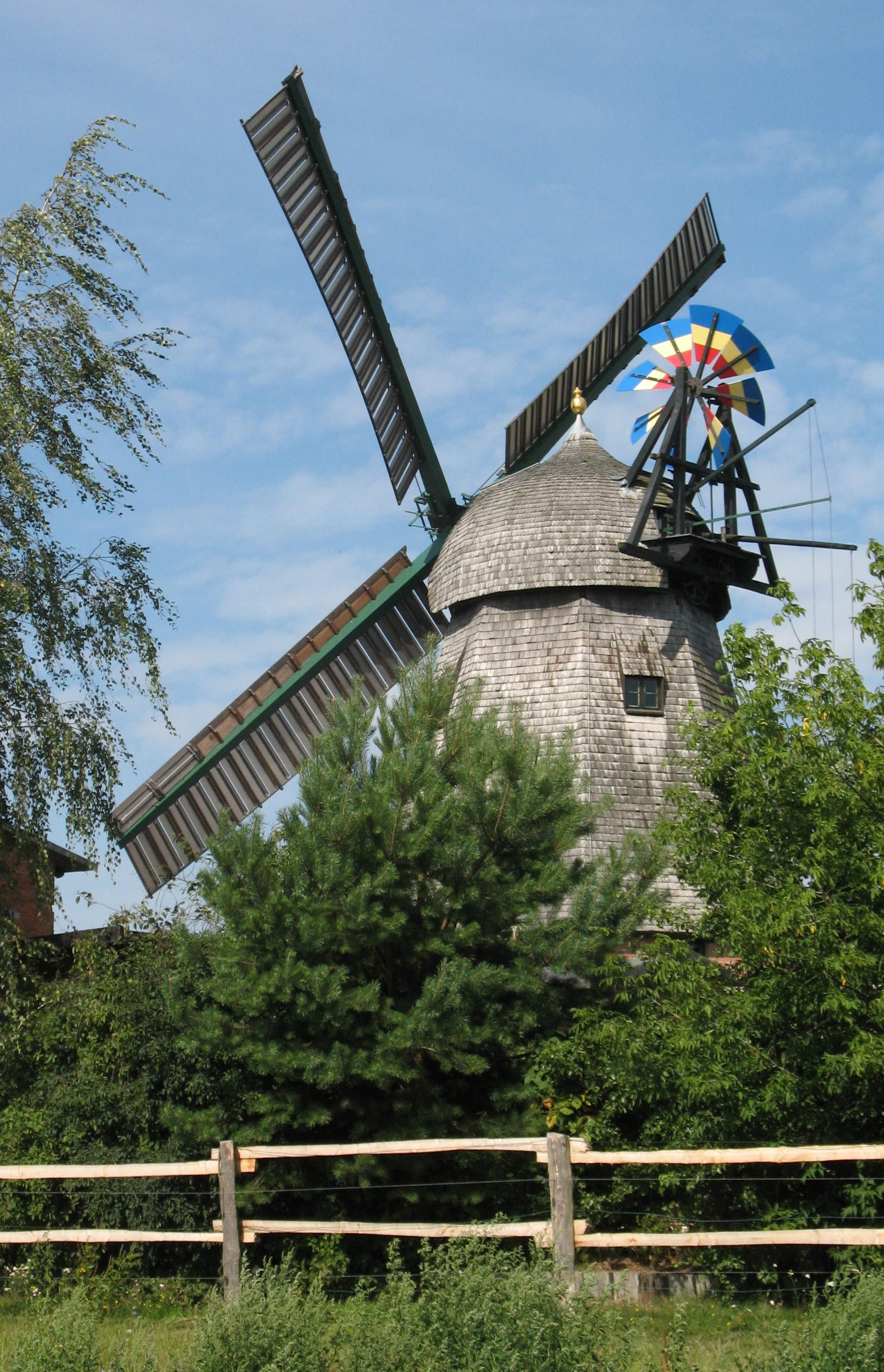
Cối xay gió

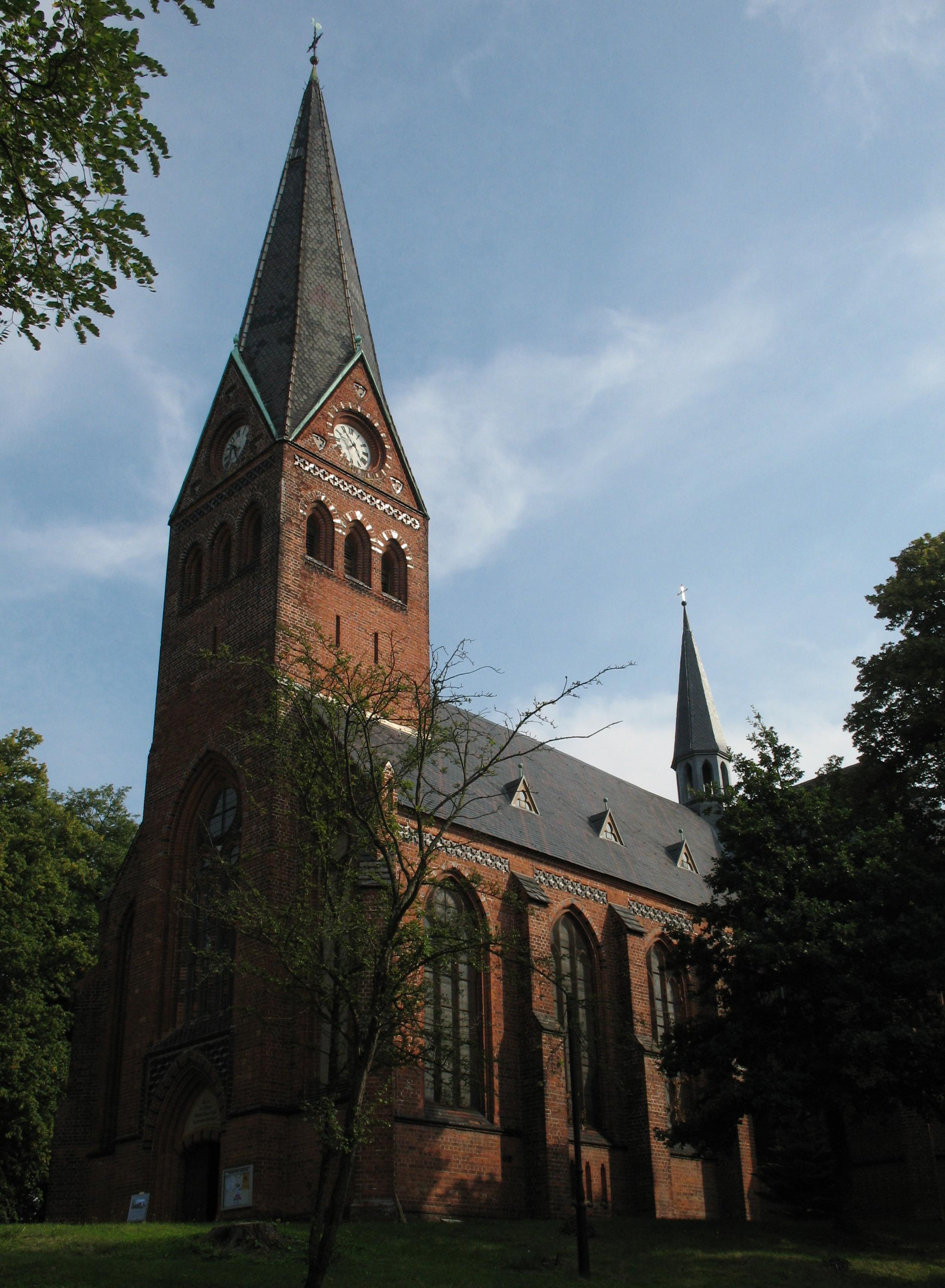
Nhà thờ

Malchow (phát âm tiếng Đức: [ˈmalço]) là một đô thị tại huyện Mecklenburgische Seenplatte (trước thuộc huyện Müritz), bang Mecklenburg-Vorpommern, miền bắc nước Đức.